# Kopparslagare

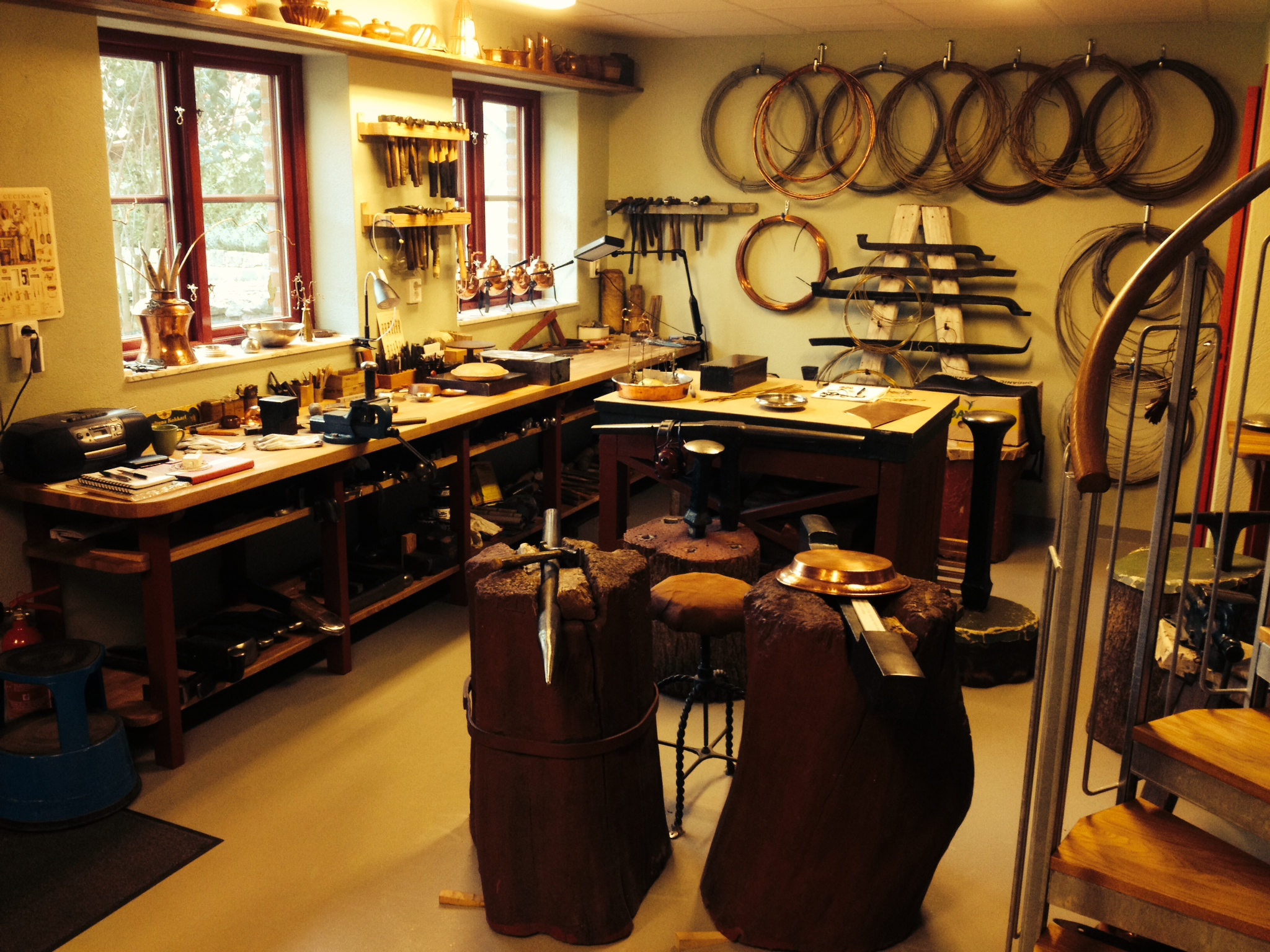
Kopparslagarverkstad på 2000-talet.

Kopparslagare är en hantverkare som huvudsakligen arbetar med att mekaniskt forma metallen koppar. 

## Historik
Kopparslagare är ett gammalt yrke som omnämns bland annat i Bibeln. Det finns även registrerade kopparslagare i tänkeböcker från 1300-talet. År 1602 bildades Kopparslagarämbetet i Stockholm efter att en skråordning hade utfärdats på begäran av kopparslagarna. De organiserades i skrån fram till år 1846. Alla pojkar som ville bli kopparslagare måste vara född i "äkta säng", det vill säga inom äktenskapet, för att kunna börja som lärling hos en mästare. Yrket gick ofta i arv från far till son. Efter tre till fem år som lärling kunde han gå vidare och göra ett gesällprov. Om provet blev godkänt så kunde han påbörja sin gesällvandring. En del gesäller vandrade resten av sitt yrkesliv medan andra blev mästare och startade upp egen verkstad, alternativt tog över en befintlig verkstad. Det förekom att kopparslagarmästarens fru tog över mannens verkstad efter hans bortgång, och på så sätt blev det möjligt för en gesäll att gifta till sig en verkstad. 
Andra som vandrade runt var så kallade bönhasar som försörjde sig på att laga och förtenna kopparföremål på gårdarna runt om i Sverige. De kallade sig kopparslagare trots avsaknad av utbildning. Under åren 1880-1910 fanns det cirka 900 registrerade hantverkare som arbetade med kopparslageri i Sverige.

### Föremål och stämplar
Liksom många andra yrken, såsom skomakare och skräddare i äldre tid, behövdes kopparslagaren som tillverkade hushållskärl. De större kopparslagerierna fanns i städerna och de mindre verkstäderna i samhällen och på landsbygden. Kunder från både allmoge- och högreståndsklass kom direkt till kopparslagarverkstaden för att köpa kopparkärl och lämnade även in för reparation och förtenning av sina gamla kärl. Kopparslagarna sålde också sina hushållskärl på de många marknadsplatserna runt om i landet. Kopparslagare och bönder samlades på marknaderna, bland annat i Skåne, på 1600- och 1700-talet, för att sälja sina föremål. Kopparkärlen var de dyraste på hela marknaden.    
På 1900-talet minskade efterfrågan på kopparföremål. Emalj, aluminium och rostfritt konkurrerade ut kopparn. En del skolade om sig eller övergick till plåtslageri, andra började arbeta med olika metaller såsom tenn, mässing, brons, rostfritt och silver. I samband med jugendstilen så tillverkades konstnärliga föremål, samt smycken. Med industrialismens genombrott hotades det genuina hantverket. Svensk Hemslöjd, som bildades 1899 av Lilli Zickerman, värnade om att bevara hantverket. Hemslöjden med sina försäljningslokaler runt om i landet blev för många hantverkare en möjlighet till både försäljning, utveckla sitt formspråk och att delta i utställningar.    
Förutom brännvinsapparater och kaffekannor så tillverkades en mängd andra föremål. Tekannor, vattenbehållare, brandsprutor, pastejformar, munkpannor, föremål till kyrkor, fartyg, industrier, armén och en mängd konstföremål. Det äldsta kopparfyndet i världen är ca 9000 år gammalt. I Sverige har man funnit kopparföremål som är tillverkade under den senare delen av stenåldern (2300-1800 f.Kr.)
Kopparslagare var inte skyldiga att stämpla sina föremål, som till exempel silversmeder var, men en del mästare märkte sina föremål ändå. Stämplarna med mästarens initialer och i förekommande fall stadens namn sattes oftast på hankfästen eller på handtaget på locken, som IKP för Jönköping och GB för Göteborg.

### Olika typer av kopparslagare/smeder
Christoph Weigel beskrev yrket år 1698 och delade in kopparslagarna (Kupferschmied) i två grupper:
- Hammarsmed - Utförde grövre arbeten som kopparplattor till exempelvis takbeklädnad, kaffekittlar, bryggkittlar.

- Kopparsmed/klensmed - Utförde mer varierade arbeten. De la koppartak och tillverkade husgeråd.

Under 1600-talet fanns det kopplingar mellan svenska kopparslagare och tyskspråkiga områden.     

## Arbetsmetoder

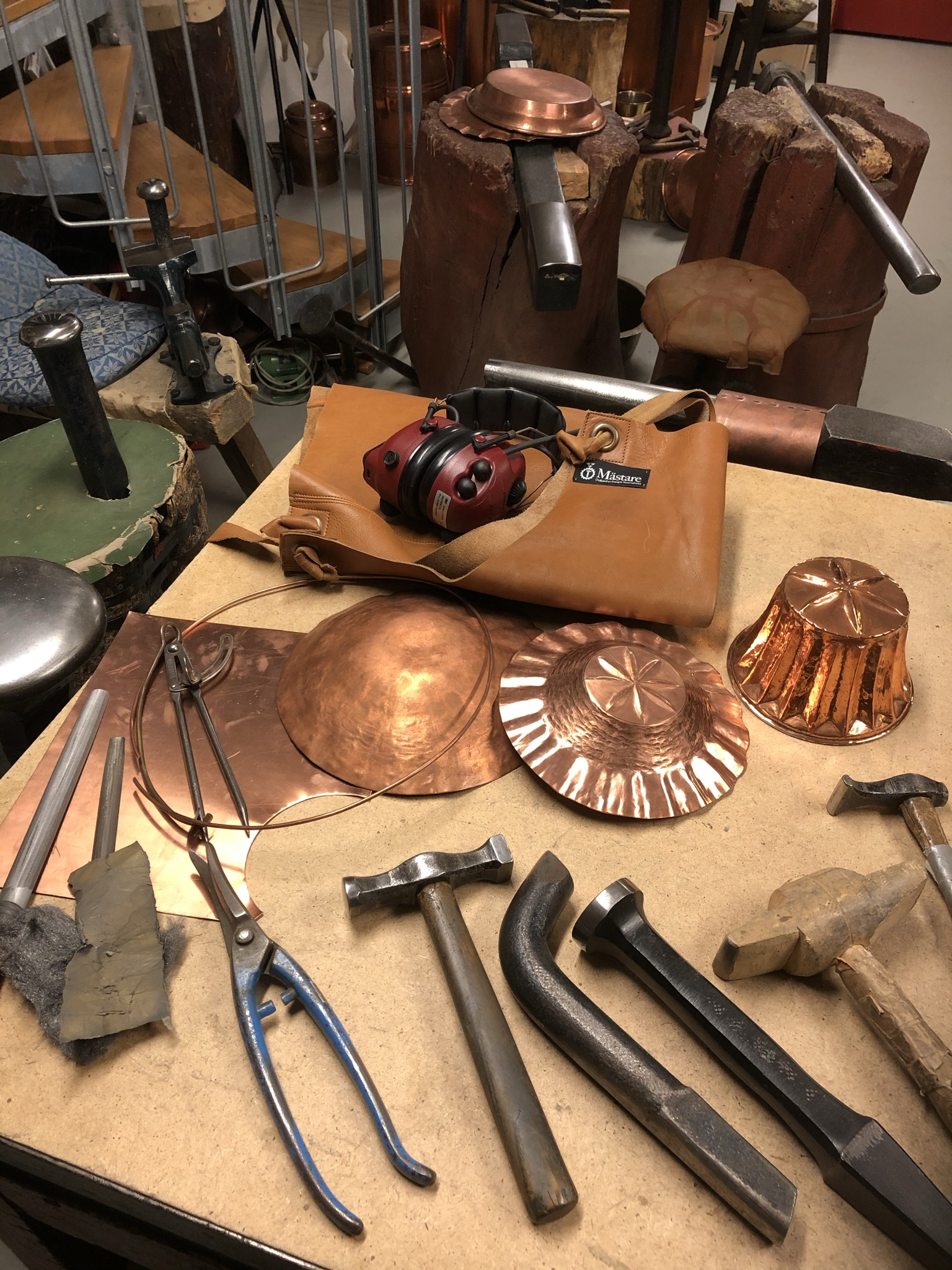
Verktyg i en kopparslagarverkstad

En kopparslagare formar metallen med olika metoder och redskap. Det klassiska sättet är att driva med hammare mot olika mothåll, städ av järn och att smida handtag hänklar, ben mm. När maskinerna kom så blev det allt fler som svarvade och formpressade sina föremål.  
En verkstaden som drivs hantverksmässigt idag, ser i stort sett ut som på 1500-talet.Svephammare, poler-, pulter-, plan-, pen- och hanthammare. Mothåll, bottenstakar, punsar, plåtsaxar, faffar och sandsäckar. Ässjan, blåsbälgen, arbetsbänkarna, bläskar, stockar, städ, ambultar och utrustning för lödning och förtenning. En del verktyg har kvar sina tyska namn.    

## Utbildning
Det finns idag ett fåtal utbildningar för att bli kopparslagare. Utbildningarna sker i bland annat Sverige och Tyskland. 

## Källa
1. ↑  ”Första Moseboken – Bibeln”. old.bibeln.se. Arkiverad från originalet den 24 september 2021. https://web.archive.org/web/20210924111034/https://old.bibeln.se/las/2k/1_mos#q=1+Mos+4:22. Läst 18 augusti 2021.
2. ↑  ”Första Konungaboken – Bibeln”. old.bibeln.se. Arkiverad från originalet den 18 augusti 2021. https://web.archive.org/web/20210818105837/https://old.bibeln.se/las/1917/1_kung#q=1+Kung+7:14. Läst 18 augusti 2021.
3. ↑  Söderberg, Tom (1965). Hantverkarna i genombrottsskedet 1870-1920. sid. 121. Läst 10 mars 0827
4. ↑  Wetterberg, Gunnar ([2016]-[2017]). Skånes historia. sid. 61. ISBN 978-91-0-014206-3. OCLC 974631819. https://www.worldcat.org/oclc/974631819. Läst 30 augusti 2021
5. ↑  ”Kopparslagare”. Prisma Västra Götaland. https://www.prismavg.se/exhibits/show/kopparslagare. Läst 31 augusti 2021.
6. 1 2  Michaela, Ivarsdotter (2012). Kopparslagaren - Ett liv i rödmetallens skimmer. ISBN 9789185527403. https://www.bokus.com/bok/9789185527403/kopparslagaren-ett-liv-i-rodmetallens-skimmer/. Läst 18 augusti 2021
7. 1 2  Green, Magnus; Hansson Eva, Nylander Lars, Ivarsdotter Michaela, Hedenblad Gunilla (2016). Koppar och kopparslagare i Hälsingland. ISBN 9789198245370. Läst 1 september 2021
8. ↑  ”Bland hantverkare i Stockholm – kopparslageri Filmarkivet.se — Hundra år i rörliga bilder”. www.filmarkivet.se. https://www.filmarkivet.se/movies/bland-hantverkare-i-stockholm-kopparslageri/. Läst 31 augusti 2021.
9. ↑  ”Kopparslagare”. Hantverkslärling. https://hantverkslarling.se/utbildningar/kopparslagare/. Läst 31 augusti 2021.
10. ↑  ”Hantverksakademin - kopparslagare”. Hantverksakademin. Arkiverad från originalet den 16 augusti 2021. https://web.archive.org/web/20210816100347/https://www.hantverksakademin.se/hantverksyrken/kopparslagare. Läst 31 augusti 2021.
11. ↑  ”Ausbildung zum Kupferschmied - Kupferschmied Ausbildung - Lehrberuf Kupferschmied”. www.wissenswertes.at. https://www.wissenswertes.at/berufe-kupferschmied. Läst 31 augusti 2021.
12. ↑  ”BIC.at - Kupferschmied*in (Lehrberuf)”. www.bic.at. https://www.bic.at/berufsinformation.php?brfid=282. Läst 31 augusti 2021.